# Rhizoclosmatium hyalinum
Rhizoclosmatium hyalinum är en svampart som beskrevs av Karling 1968. Rhizoclosmatium hyalinum ingår i släktet Rhizoclosmatium och familjen Chytridiaceae.   Inga underarter finns listade i Catalogue of Life.